# José Santiago
José R.Santiago – portorykański zapaśnik walczący w stylu wolnym. Zajął piąte miejsce na igrzyskach panamerykańskich w 1995. Czwarty na mistrzostwach panamerykańskich w 1994. Brązowy medalista igrzysk Ameryki Środkowej i Karaibów w 1993 roku.